# Schistostegaceae
Schistostega, es el único género de la familia Schistostegaceae.

## Taxonomía
El género fue descrito por Daniel Matthias Heinrich Mohr y publicado en Observationes Botanicae 26. 1803.

## Especies aceptadas
A continuación se brinda un listado de las especies del género Schistostegaceae aceptadas hasta noviembre de 2014, ordenadas alfabéticamente. Para cada una se indica el nombre binomial seguido del autor, abreviado según las convenciones y usos.
- Schistostega fulva (Hook.) Arn.
- Schistostega pennata (Hedw.) F. Weber & D. Mohr